# Shpakovsky (huyện)
Huyện Shpakovsky (tiếng Nga: ? райо́н) là một huyện hành chính tự quản (raion), của Vùng Stavropol, Nga. Huyện có diện tích 2283 km², dân số thời điểm ngày 1 tháng 1 năm 2000 là 96800 người. Trung tâm của huyện đóng ở Shpakovskoye.